# Leon Lučev
Leon Lučev (ur. 1970 w Szybeniku) – chorwacki aktor filmowy, teatralny i telewizyjny. W swojej karierze wystąpił w ponad 70 filmach i serialach telewizyjnych.

## Życiorys
Ukończył średnią szkołę samochodową w rodzinnym Szybeniku. Podczas wojny domowej w byłej Jugosławii początkowo służył w Jugosłowiańskiej Armii Ludowej, po czym przeszedł do nowo utworzonej armii chorwackiej. Po wojnie przeniósł się do Zagrzebia, gdzie rozpoczął studia na politechnice, ale wkrótce zmienił je na aktorskie w Akademii Dramatycznej.
Zadebiutował na dużym ekranie rolą w komedii wojennej Jak rozpoczęła się wojna na mojej wyspie (1996) Vinko Brešana. Później wystąpił w wielu cieszących się uznaniem filmach, jak m.in. Grbavica (2006), Jej droga (2010), Przewodnik po Belgradzie z piosenką weselną i pogrzebową (2011), Kręgi (2013), Mężczyźni nie płaczą (2017) czy Murena (2021).
Poza pracą w filmie, Lučev występuje też regularnie na deskach Chorwackiego Teatru Narodowego im. Ivana Zajca w Rijece. Użycza też swojego głosu, dubbingując postaci w importowanych filmach animowanych.

## Wybrana filmografia
- 1996: Jak rozpoczęła się wojna na mojej wyspie
- 2003: Świadkowie
- 2003: Czym jest mężczyzna bez wąsów?
- 2006: Grbavica
- 2008: To jeszcze nie koniec
- 2008: Za szkłem
- 2009: Burza
- 2010: Jej droga
- 2010: Dwa słoneczne dni
- 2011: Kraina miodu i krwi
- 2011: Pokój 304
- 2011: Przewodnik po Belgradzie z piosenką weselną i pogrzebową
- 2012: Pieniądze i medycyna
- 2013: Kręgi
- 2013: Dla tych, co nie mogą mówić
- 2016: Czarna szpilka (Igla ispod praga)
- 2017: Mężczyźni nie płaczą
- 2017: Górnik
- 2018: Ładunek
- 2021: Murena
- 2023: Disco Boy